# Jake Epstein
Jake Epstein, pseudonimo di Jacob Lee Epstein (Toronto, 16 gennaio 1987), è un attore canadese.

## Biografia
Epstein è nato in Toronto, Ontario. Sua madre, Kathy Kacer, ha vinto il Norma Fleck Award come scrittrice di storie per bambini sull'Olocausto, e suo padre, Ian Epstein, è un avvocato. Ha una sorella maggiore, Gabi, un'attrice e cantante jazz. Epstein è ebreo ed è stato cresciuto come un ebreo conservatore. Ha frequentato la Claude Watson School for the Arts a Toronto e poi ha proseguito nel programma di Claude Watson alla Earl Haig Secondary School. Ha frequentato Camp Gesher a Cloyne, Ontario per alcuni anni.
Epstein è stato il protagonista in molte recite e musical della sua scuola, il più notevole è Emcee in Cabaret. Ha iniziato a recitare sullo schermo nel 1999, comparendo in numerosi film fatti per la televisione e serie televisive, tra cui The Zack Files, Quints, Mom's Got A Date With A Vampire e un episodio di Real Kids, Real Adventures.
È diventato famoso dopo essere stato lanciato in un ruolo da protagonista come Craig Manning in Degrassi: The Next Generation, unendosi al cast nel 2002, nella seconda stagione dello show e ha continuato a recitarvi come personaggio fisso durante le stagioni 2-5. Dopo essere stato assente dallo show per la seconda metà della quinta stagione, è tornato nella sesta stagione con un'apparizione come guest-star per due episodi ed è stato guest-star durante le stagioni 6-8. Jake non compare nella Stagione 9, ma è apparso nel film "Degrassi Goes Hollywood", che è andato in onda dopo il finale dell'ottava stagione.
Epstein ha fatto il suo debutto teatrale professionale con la Soulpepper Theatre Company nella produzione di Our Town. Jake è apparso anche in Radio Free Roscoe.
Epstein ha frequentato la National Theatre School of Canada a Montréal e si è laureato nel 2008. La sua più grande passione è la musica, ed è stato membro di diversi gruppi, come ad esempio Mind the Gap, e Funkasaurus Rex, suonando numerosi strumenti musicali, tra cui la chitarra e batteria. Epstein ha anche recitato in The Dream, accanto a un gruppo di amici per il Fringe Festival di Toronto nel 2007. Epstein ha avuto anche un piccolo ruolo nel film del 2007 Charlie Bartlett, con un'apparizione come ospite di un membro del cast di Degrassi Aubrey Graham.
Epstein ha recitato in una produzione della Ross Petty di Cinderella, al Elgin Theatre (Toronto), dal 28 novembre 2008 al 4 gennaio 2009, la produzione ingaggiò anche un'altra attrice da Degrassi: The Next Generation, Paula Brancati.
Epstein ha sostituito Kyle Riabko come Melchior Gabor nel primo tour nazionale di Spring Awakening, cominciato ufficialmente il 7 luglio 2009.
Alla fine del 2009, insieme ad un altro membro di Degrassi, Jake Goldsbie, è comparso in un episodio della serie canadese Being Erica.
Nel 2010, ha iniziato una carriera amatoriale come cabarettista.
Dal 25 novembre 2010 al 2 gennaio 2011, Epstein ha recitato in una produzione di Ross Petty Beauty & The Beast: The Savagely Silly Family Musical al Elgin Theatre di Toronto. Dal 20 gennaio 2011 al 29 gennaio 2011, Epstein è stato co-protagonista con la sorella, Gabi Epstein, in Dani Girl di Michael Kooman e Christopher Dimond, al Talk is Free Theatre di Barrie, Ontario.

## Filmografia

### Cinema
- Crown Heights (2004)
- Charlie Bartlett, regia di Jon Poll (2007)
- 4th Man Out, regia di Andrew Nackman (2015)

### Televisione
- Ricky's Room - serie TV (1999)
- Real Kids, Real Adventures - serie TV, episodio 3x04 (1999)
- Una culla per cinque (Quints), regia di Bill Corcoran – film TV (2000)
- Invito a cena con vampiro (Mom's Got a Date with a Vampire), regia di Steve Boyum – film TV (2000)
- The Zack Files - serie TV, 19 episodi (2000-2002)
- Degrassi: The Next Generation - serie TV, 91 episodi (2002-2009)
- The Eleventh Hour - serie TV, episodio 1x10 (2003)
- Girls v. Boys - serie TV (2003)
- Radio Free Roscoe - serie TV, episodio 4x03 (2005)
- Degrassi: Minis - serie TV, 8 episodi (2005)
- Angela's Eyes - serie TV, episodio 1x05 (2006)
- Paradise Falls - serie TV, 4 episodi (2008)
- Being Erica - serie TV, episodio 2x02 (2009)
- Degrassi Goes Hollywood - film TV (2009)
- La mia babysitter è un vampiro (My Babysitter's a Vampire) - serie TV, episodio 1x09 (2011)
- I misteri di Murdoch (Murdoch Mysteries) - serie TV, episodio 5x12 (2012); Special di Natale (2017)
- Designated Survivor - serie TV, 11 episodi (2016-2018)
- Ransom - serie TV, episodio 1x10 (2017)
- Suits - serie TV, 28 episodi (2017-2019)
- Backstage - serie TV, episodio 2x25 (2017)
- Good Witch - serie TV, 1 episodio (2017)
- Gone - serie TV, episodio 1x02 (2017)
- Frankie Drake Mysteries - serie TV, episodio 3x04 (2019)
- Holly Hobbie - serie TV, 3 episodi (2019)
- Star Trek: Discovery - serie TV, episodio 3x05 (2020)
- Private Eyes - serie TV, episodio 4x09 (2021)
- The Umbrella Academy - serie TV, 10 episodi (2022-in corso)

## Doppiatori italiani
Nelle versioni in italiano delle opere in cui ha recitato, Jake Epstein è stato doppiato da:
- Davide Perino in The Zack Files, The Umbrella Academy
- Andrea Bolognini in La mia babysitter è un vampiro
- Andrea Mete in Charlie Bartlett
- David Chevalier in Degrassi: The Next Generation
- Stefano Macchi in Suits
- Stefano Sperduti in Designated Survivor
- Nanni Baldini in Private Eyes